# Piran
|  | Per a altres significats, vegeu «Piran (química)». |

Piran (en italià Pirano) és una ciutat del sud-oest d'Eslovènia a la costa adriàtica al bell mig de la Badia de Piran. El municipi té 16.758 (2002) habitants i s'estén per una superfície de 46.6 km². La ciutat té 4.576 (2002) habitants en un radi d'1 km². El municipi és bilingüe, tant l'italià com l'eslovè hi són oficials. Fa frontera al sud amb Croàcia, al nord (per mar) amb Itàlia i a l'est amb els municipis d'Izola i Koper.
El cim més alt fa 289 m d'altitud (Baretovec pri Padni). La festa major del municipi és el 15 d'octubre, se celebra la fundació del primer destacament naval de Koper l'any 1944. El municipi gaudeix d'un aeroport internacional i una marina.
Piran és una vella ciutat mediterrània situada al cim de la península de Piran al bell mig de la badia de Piran. La ciutat és com un gran museu obert a l'aire lliure, amb arquitectura medieval i una herència cultural molt rica. Carrers estrets i cases arrenglerades fan que la ciutat tingui un encant carismàtic. Piran és el centre administratiu de la regió i una de les atraccions turístiques més importants d'Eslovènia.
Piran és on nasqué el compositor i violinista Giuseppe Tartini (nascut el 8 d'abril del 1692), que tingué un paper vital en la construcció de l'herència cultural del municipi. La plaça major de la ciutat, Tartinijev trg (Piazza Tartini), duu el seu nom.
Per tal de commemorar el 200è aniversari de Tartini, la gent de Piran decidiren construir un monument en honor del compositor i violinista. L'artista venecià Antonio dal Zotto s'encarregà de crear la gegantina estàtua del maestro, que fou col·locada sobre el seu pedestal el 1896. L'estàtua domina la plaça, esguardada de més amunt per la Catedral de Sant Jordi.
Des de 2008, Piran és també la seu de la Universitat Euromediterrània (EMUNI), creat com a projecte del Procés de Barcelona: Unió per la Mediterrània.

## Galeria

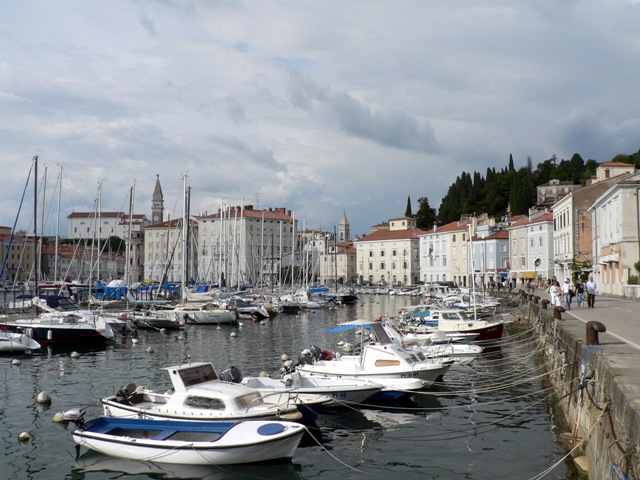
Port de Piran
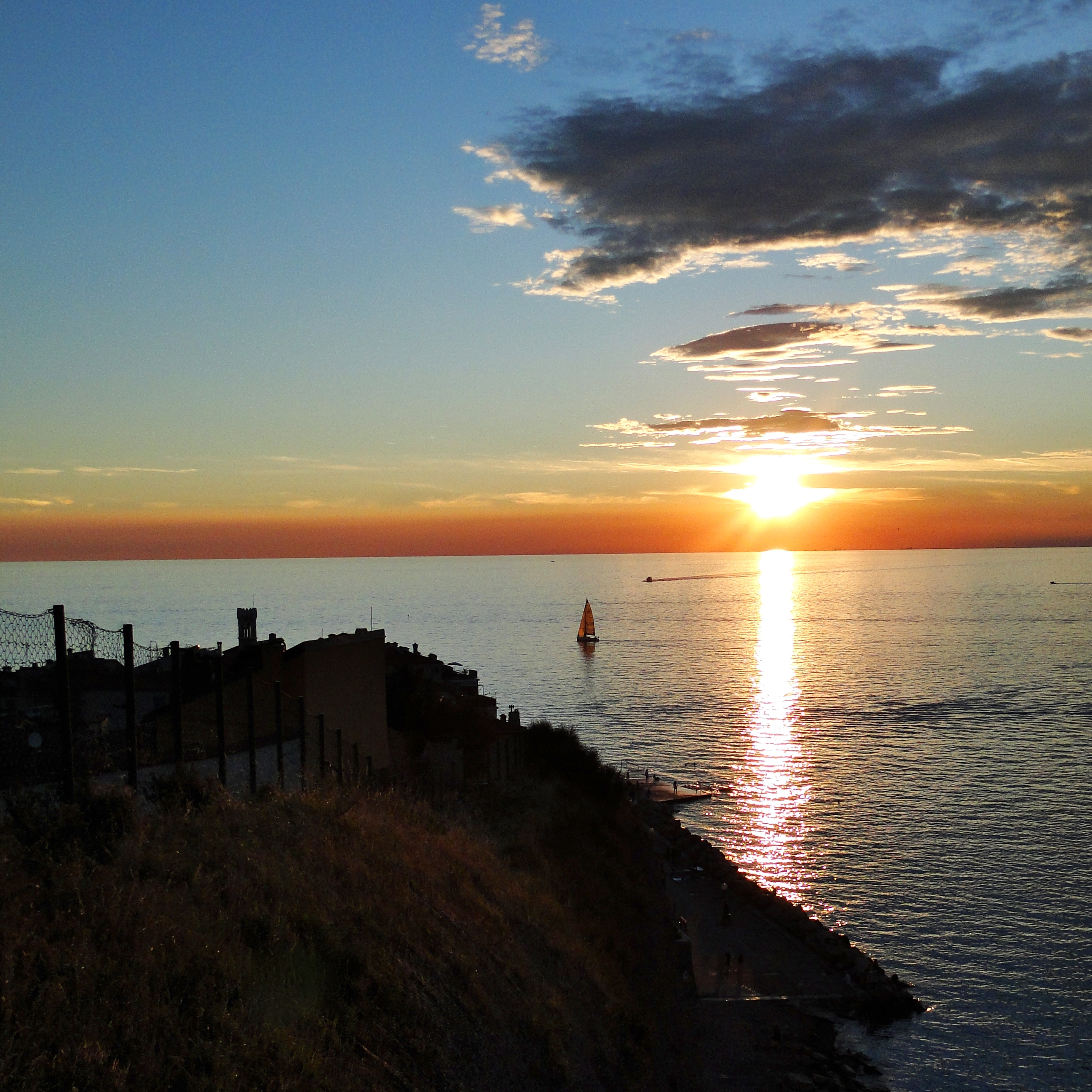
Posta de Sol des del cim de Piran
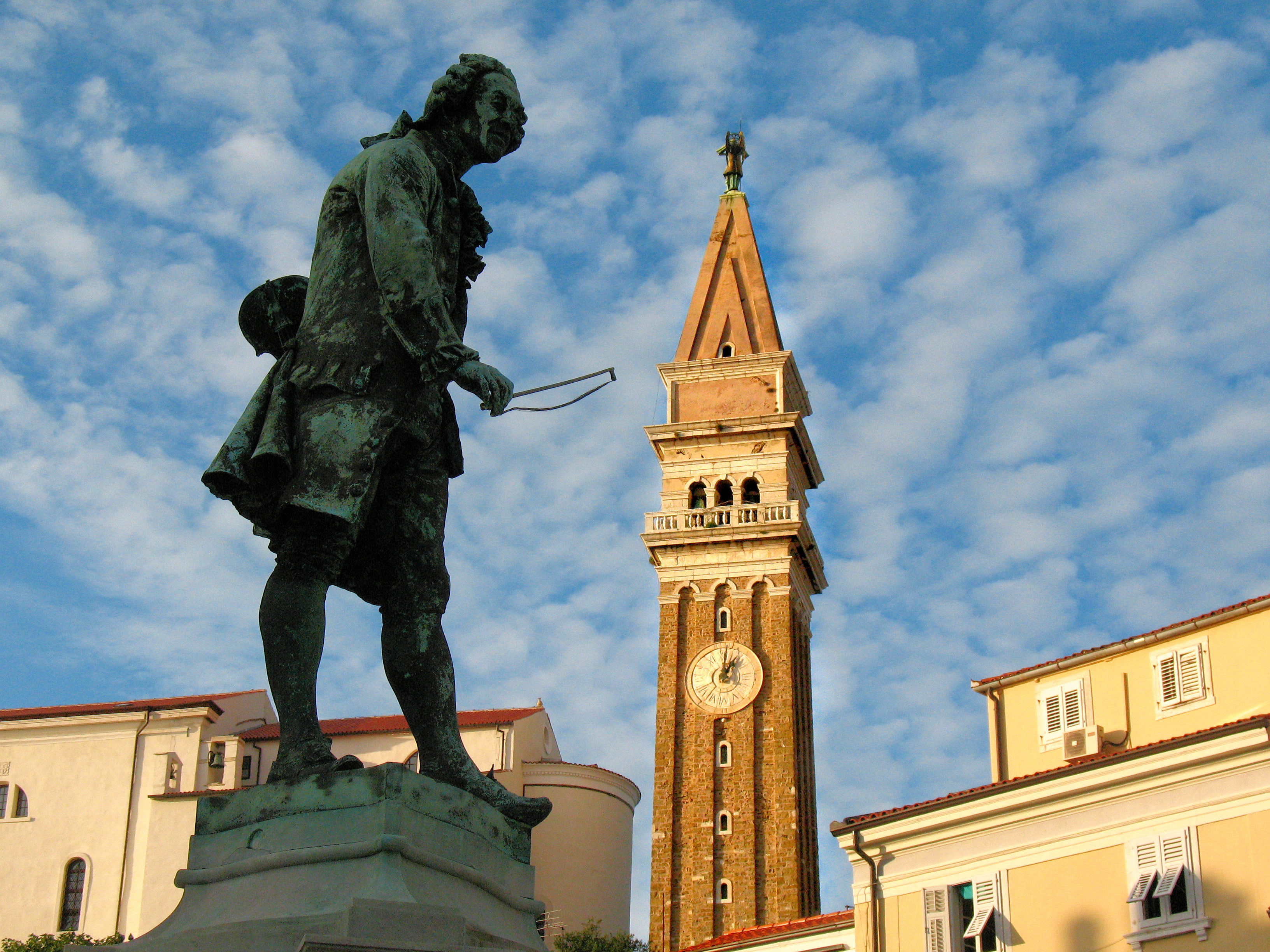
Estàtua de Giuseppe Tartini, al darrere el campanar de la catedral de Sant Jordi
Plaça Tartini amb catedral de Sant Jordi amb port